# Harqin Linker Flügel

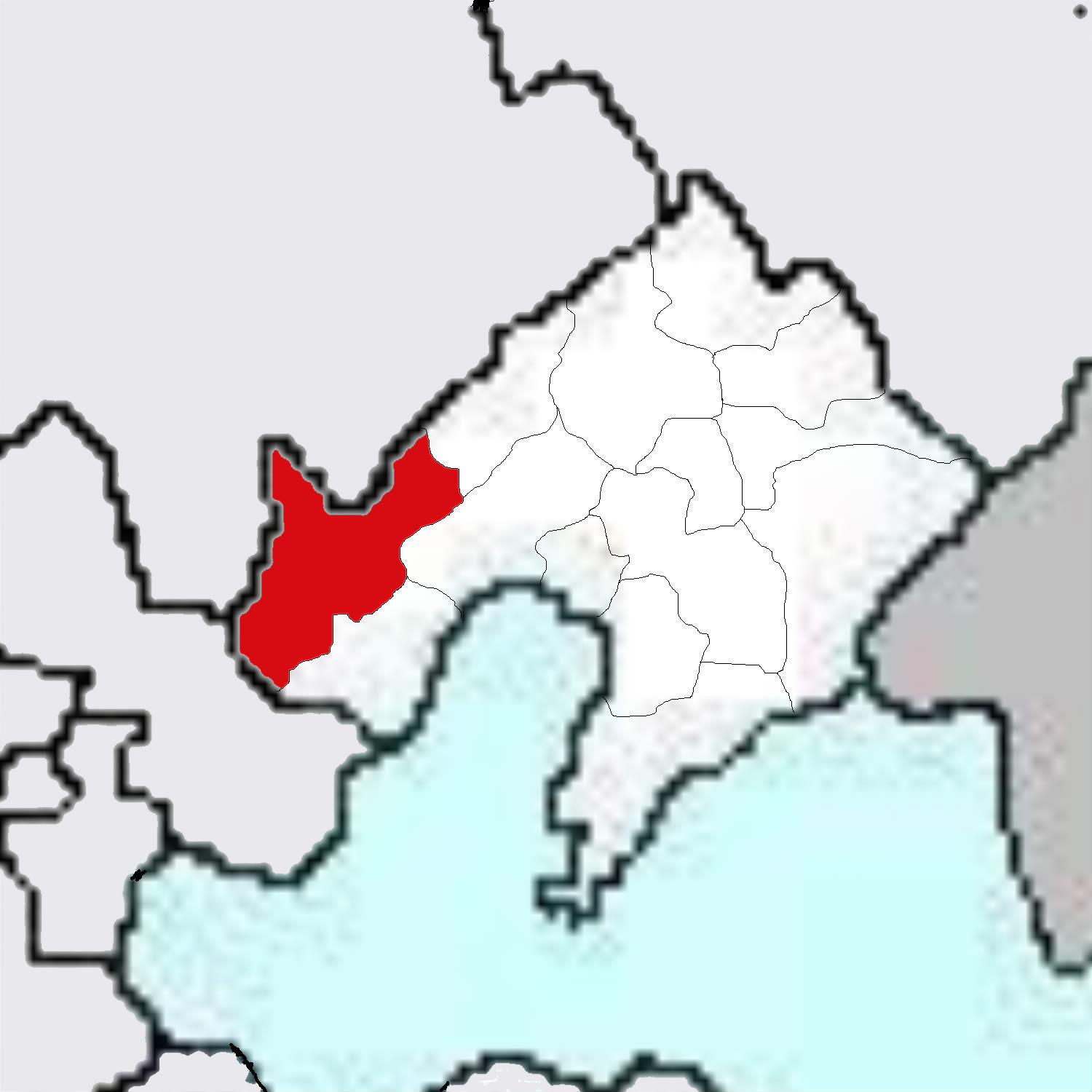
Lage Chaoyangs, in der sich der Autonome Kreis Harqin Linker Flügel der Mongolen befindet

Der Autonome Kreis Harqin Linker Flügel der Mongolen (chinesisch 喀喇沁左翼蒙古族自治县, Pinyin Kālāqìn zuǒyì Měnggǔzú Zìzhìxiàn; mongolisch ᠬᠠᠷᠠᠴᠢᠨ ᠵᠡᠭᠦᠨ ᠭᠠᠷᠤᠨ ᠮᠣᠩᠭᠣᠯ ᠥᠪᠡᠷᠲᠡᠭᠡᠨ ᠵᠠᠰᠠᠬᠤ ᠰᠢᠶᠠᠨ), kurz Kreis Harqin Linker Flügel (喀喇沁左翼县,  Kālāqìn zuǒyì xiàn) oder Kreis Kazuo (喀左县,  Kāzuǒ xiàn), ist ein autonomer mongolischer Kreis der bezirksfreien Stadt Chaoyang (朝阳市) im Westen der Provinz Liaoning in der Volksrepublik China. Er hat eine Fläche von 2.244 km² und zählt 346.133 Einwohner (Stand: Zensus 2020). Sein Hauptort ist das Straßenviertel Dachengzi (大城子街道).
Die denkmalgeschützte Dongshanzui-Stätte der Hongshan-Kultur befindet sich auf seinem Gebiet.